# アルクタイ
アルクタイ（モンゴル語: Аругтай тайш Arughtai taiš、? - 1434年）は、北元のアスト部の族長。漢語史料では阿魯台と記録されており、このためアロタイとも表記さる。

## 生涯
1403年にハーンに即位したオルク・テムルの下で知院の官位についていたが、1408年にオルク・テムルを廃し、ティムール帝国から帰国したオルジェイ・テムルをハーンに擁立した。新興のオイラトとモンゴル高原の覇権を争い、また明の国境地帯に侵入して永楽帝とも敵対した。1409年にオイラトとの戦いに敗れてヘルレン川に逃れ、直後に10万の軍勢を率いる明の軍人の丘福の征討を受けるが、オルジェイ・テムルと共に伏兵による包囲で明軍を壊滅させる。1410年に永楽帝の親征を受けると明軍からの攻撃を逃れんと西進を主張するオルジェイ・テムルと対立し、北元はオルジェイ・テムル派とアルクタイ派に二分した。オノン川でオルジェイ・テムルが大敗した後、ハルハ川上流の戦いで彼も永楽帝に敗れるが、明軍は遠方に逃走した彼を捕らえられなかった。
同年の冬から独自に朝貢を行い、オルジェイ・テムル死後も頻繁に朝貢を行って永楽帝の歓心を得て、ハルハ川の戦いで捕虜とされた兄妹を返還される。永楽帝より和寧王の地位を与えられた。1414年の永楽帝の第2次親征で明軍とともにオイラトを破り、1416年にはオイラト内の最有力者のマフムードを殺害してオイラトを圧迫、明の国境地帯にも侵入して1422年の永楽帝の第3次親征を招いた。明軍はアルクタイが本拠とするフルンボイル地方に進むと、家畜・輜重を捨てて逃亡した。翌年・翌々年に永楽帝はアルクタイを捕まえるため2度の親征が行うが決定的な戦果を挙げられなかった。永楽帝が没した直後にマフムードの子のトゴンの逆襲によって壊滅的打撃を受けて部衆は離散し、明に帰順するものもおり、アルクタイはモンゴル高原東部のウリヤンハイ三衛のもとに逃れて再起を図った。明側は降伏したものに官職と金品を与えて厚遇し、諸将は弱体化したアルクタイの討伐を主張するが、洪熙帝は遠征の進言を容れず、土木の変に至るまで大規模な北征は行われなかった。
ウリヤンハイ三衛を支配下においたアルクタイはオルク・テムルの遺児のアダイを奉じて再起、トクトア・ブハを擁立するオイラトと争った。1434年にトクトア・ブハの攻撃を受けて大敗、妻子を殺害されて家畜も奪われ、敗戦の後に彼に従っていた子は失捏干1人だけだった。同年にトゴンによって失捏干とともに殺害された。彼の死後に子の阿卜只俺（和勇の父）と孫の妻の速木答思は明に亡命し、宣徳帝は彼らの境遇を哀れみ手厚く遇した。

## 年代記『蒙古源流』でのアルクタイ
元の名前はオゲデレクであり、オイラトの丞相バトラに奴婢として召し抱えられ、アルクタイと名付けられた。後にアダイのハーン擁立に協力して太師の地位を与えられ、かつて自分を虐待したバトラの子のバクムを奴隷とし、トガンと名付けた。ここでアルクタイに関する記述は終わり、帰国したトガンがアダイを討つくだりに続く。『蒙古源流』においてアダイが即位する前のアルクタイの地位は低く、ゆえにオルジェイ・テムルの擁立、永楽帝との戦争について関与したことは書かれていない。